# Raxendorf
Raxendorf é um município da Áustria localizado no distrito de Melk, no estado de Baixa Áustria.

## Geografia
Raxendorf ocupa uma área de 36,24 km².
51,73 % da superfície são arborizados.

### Subdivisões
Afterbach, Braunegg, Eibetsberg, Feistritz, Klebing, Laufenegg, Lehsdorf, Mannersdorf, Moos, Neudorf, Neusiedl am Feldstein, Neusiedl bei Pfaffenhof, Ottenberg, Ottenberg, Pfaffenhof, Pölla, Raxendorf, Robans, Steinbach, Troibetsberg, Walkersdorf, Zehentegg, Zeining, Zogelsdorf

### Conselho Municipial
- ÖVP 13
- SPÖ 6